# Alastair Reynolds
Alastair Reynolds (Barry, 1º aprile 1966) è un astrofisico e scrittore britannico, ricercatore astronomo con l'Agenzia spaziale europea, poi autore a tempo pieno di fantascienza hard e space opera.

## Biografia
Reynolds ha passato l'infanzia in Cornovaglia, poi si è trasferito nel Galles e in seguito ha frequentato l'università a Newcastle, laureandosi in fisica e astronomia. Ha successivamente conseguito un PhD alla St Andrews in Scozia. Nel 1991 si è spostato a Noordwijk nei Paesi Bassi dove ha conosciuto la moglie (francese). Là ha lavorato per il centro europeo per la ricerca e la tecnologia spaziale, parte della Agenzia spaziale europea (ESA), fino al 2004 quando ha lasciato l'impiego per dedicarsi esclusivamente a scrivere. È ritornato nel Galles nel 2008 e vive vicino a Cardiff.
Reynolds ha scritto i primi suoi quattro racconti di fantascienza mentre stava ancora svolgendo studi postlaurea negli anni 1989-1991, poi pubblicati nel 1990-1992. Dopo gli studi universitari, si è trasferito dalla Scozia ai Paesi Bassi come astronomo presso l'ESA e ha cominciato a dedicarsi al suo primo romanzo, che diventò poi Rivelazione (Revelation Space). Da allora Reynolds ha pubblicato quasi 40 opere, quasi tutte nel genere di fantascienza hard velata di space opera e noir, che riflettono tutti la sua formazione scientifica in fisica e astronomia, con estrapolazioni su future tecnologie in termini consistenti e ben fondati sulla scienza contemporanea. L'autore afferma di preferire valori scientifici che personalmente crede realizzabili, escludendo il viaggio a velocità superiore a quella della luce, ma descrivendo - quando utile alla storia - un tipo di scienza "impossibile". La maggior parte delle storie di Reynolds contiene trame multiple che all'inizio sembrano non connesse, ma che gradualmente si riallacciano e combinano.
Cinque dei suoi romanzi e diversi racconti si ambientano in un universo futuro consistente, descritto come "universo della Rivelazione" dopo il primo romanzo omonimo. Sebbene molti personaggi appaiano in più di un'opera, le storie che si svolgono lungo questo periodo temporale futuro raramente hanno lo stesso protagonista. Spesso i protagonisti di un romanzo appartengono a un gruppo che viene guardato con sospetto o inimicizia dai protagonisti di un altro romanzo. Mentre una gran parte della fantascienza contemporanea riflette visioni future dell'umanità a volte ottimistiche e a volte distopiche, i mondi futuri di Reynolds si fanno notare per una società che non ha raggiunto estremi positivi o negativi, ma rimangono invece molto simili alle condizioni correnti di ambiguità morale in un miscuglio di crudeltà e decenza, corruzione politica e opportunismo, nonostante i drammatici sviluppi della tecnologia.
La serie de La Rivelazione comprende cinque romanzi, due brevi novelle e otto racconti, ambientati durante un periodo di diversi secoli, circa tra il 2200 e il 40000, sebbene i romanzi siano tutti fissati lungo un periodo di 300 anni, dal 2427 al 2727. In questo universo esiste una presenza extraterrestre intelligente ma è elusiva, mentre il viaggio interstellare avviene principalmente tramite veicoli chiamati lighthugger ("sfioraluce") che si avvicinano alla velocità della luce (viaggiare a velocità superluminale è possibile ma nessuno lo fa perché troppo pericoloso). Il paradosso di Fermi viene spiegato come risultato dell'attività di una razza aliena inorganica che le loro vittime chiamano Inibitori, dato che stermina razze intelligenti quando superano un certo livello di tecnologia. La trilogia che comprende Rivelazione, Redemption Ark e Absolution Gap tratta dell'umanità che si confronta con gli Inibitori in una guerra di sopravvivenza.
Una delle sue ultime novelle, Terminal World, pubblicata nei paesi anglosassoni in marzo 2010 viene descritta dall'autore come "un tipo di storia romantica planetaria con tonalità steampunk, ambientata in un distante futuro".
Nel giugno 2009 Reynolds ha firmato un contratto milionario col suo editore britannico, per il quale dovrà pubblicare dieci romanzi nei prossimi dieci anni.

## Premi e riconoscimenti
Reynolds ha ricevuto cinque premi ed è stato finalista in diversi altri. Il suo secondo romanzo La città del cratere (Chasm City) ha vinto il British Science Fiction Award (BSFA) del 2002 per miglior opera. Il suo racconto "Weather" ha vinto il premio giapponese Seiun per la miglior novella tradotta nel 2008. I suoi romanzi Absolution Gap e The Prefect sono stati nominati in passati BSFA. Reynolds è stato tre volte finalista del Premio Arthur C. Clarke per Revelation Space (La Rivelazione), Pushing Ice e House of Suns. Nel 2010 ha vinto il premio Sidewise per la storia alternativa per il suo racconto "The Fixation".
Nel 2016 il suo Slow bullets ha vinto il Premio Locus per il miglior romanzo breve, mentre nel 2017 ha vinto il Premio Locus per il miglior libro Young Adult con Revenger.

## Opere

### Romanzi

#### Ciclo dellaRivelazione(Revelation Space)
- Rivelazione (Revelation Space, 2000)
  - Gollancz, ISBN 1-85798-748-9
  - Pubblicato in italiano diviso in due volumi: Rivelazione 1, Urania 1550, 2009; Rivelazione 2, Urania 1553, 2009, traduzione di Riccardo Valla
- La città del cratere (Chasm City, 2001)
  - Gollancz, ISBN 0-575-06877-9
  - Urania Jumbo 44, 2017
- Redemption Ark (Redemption Ark, 2002)
  - Gollancz ISBN 0-575-06879-5, Hardback
  - Urania Jumbo 41, 2014, traduzione di Alessandro Vezzoli
- Absolution Gap (Absolution Gap, 2003)
  - Gollancz, ISBN 0-575-07434-5
  - Urania Jumbo 42, 2015
- Il Prefetto (The Prefect, 2007)
  - Gollancz, ISBN 0-575-07716-6
  - Fanucci, 2013, ISBN 978-88-347-2246-6, traduzione di Stefano A. Cresti
- I fuochi di Elysium (Elysium fire, 2018)
  - Gollancz, ISBN 978-0-575-09062-0
  - Nuova collana Urania Jumbo 24, 2021
- Vendetta (Machine Vendetta, 2024)
  - Urania 1732, 2024, Traduzione di Francesca Noto

#### CicloPoseidon's Children
- Blue Remembered Earth, Gollancz, 2012, ISBN 0-575-08827-3
- On the Steel Breeze, Gollancz, 2013, ISBN 0-575-09045-6
- Poseidon's Wake, London: Gollancz, 2015, ISBN 978-0-575-09049-1

#### Altri
- Century Rain, Gollancz, 2004, ISBN 0-575-07436-1
- Pushing Ice, Gollancz, 2005, ISBN 0-575-07438-8
- House of Suns, Gollancz, 2008, ISBN 0-575-07717-4
- Terminal World, Gollancz, 2010, ISBN 0-575-07718-2
- Harvest of Time, BBC Books, 2013, ISBN 978-1-84990-418-6
- Le cronache di Medusa (The Medusa Chronicles) (con Stephen Baxter), Gollancz, 2016, ISBN 978-1-4732-1018-9 ; traduzione di Fabio Feminò, Urania Jumbo n.18, Mondadori, 2021 (ISBN 9788835709121)
- Permafrost, St Martin's Press 2019, ISBN 9781250303561; Urania n. 1704, Permafrost, Mondadori 2021 (ISBN 9788835719243)

### Raccolte
- Diamanti e turchesi (Diamond Dogs, Turquoise Days, Gollancz, 2003, ISBN 0-575-07526-0), Urania n. 1697, 2021. Contiene Diamond Dogs (2001) e Turquoise Days (2002), due romanzi brevi ambientati nell'universo narrativo di Rivelazione, pubblicati in precedenza da Nova SF*.
- Zima Blue and Other Stories, San Francisco, Night Shade Books, 2006. ISBN 1-59780-058-9 (contiene quasi tutte le storie fuori del tema Rivelazione fino alla data di pubblicazione); Gollancz, 2009. ISBN 978-0-575-08405-6 (edizione britannica con tre storie aggiuntive, non incluse nella pubblicazione originale. Introduzione di Paul McAuley.)
- Galactic North, Gollancz, 2006, ISBN 0-575-07910-X (Contiene tutte le novelle e racconti dell'universo La Rivelazione fino al 2006, eccetto Diamond Dogs, Turquoise Days). Edizione italiana con stesso titolo in Urania Jumbo 38, traduzione di Beppe Roncari, 2022.
- Deep Navigation, Farmington, NESFA Press, 2010, ISBN 978-1-886778-90-0 (edizione numerata con racconti non inclusi in precedenti raccolte. Introduzione di Stephen Baxter.)

### Romanzi brevi

#### TemaLa Rivelazione
- Great Wall of Mars, in Spectrum SF #1, febbraio 2000); ristampato in The Year's Best Science Fiction: Eighteenth Annual Collection (2001, ISBN 0-312-27465-3), a cura di Gardner Dozois; e in Galactic North
- Glaciale (Glacial, 2001), traduzione di Roberto Marini, in Scorciatoie nello spaziotempo, Millemondi 40, Arnoldo Mondadori Editore, 2005
- La guglia di sangue (Diamond Dogs, 2001), traduzione di Arnaldo Dabbene, in [La guglia di sangue], Nova SF* a. XXII (XL) n. 73 (115), Perseo Libri, 2006
- I giorni di turchese (Turquoise Days, 2002), traduzione di Arnaldo Dabbene, in [I giorni di turchese], Nova SF* a. XXII (XL) n. 75 (117), Perseo Libri, 2006
- Weather, in Galactic North (2006)
- Grafenwalder's Bestiary, in Galactic North (2006)
- Nightingale, in Galactic North (2006); ristampato in The Year's Best Science Fiction: Twenty-Fourth Annual Collection (2006, ISBN 978-0-312-36335-2), a cura di Gardner Dozois

#### Altri
- Thousandth Night, in One Million A.D. (2005), a cura di Gardner Dozois
- Understanding Space and Time, in edizione numerata di 400 copie per la 35ª Conferenza Sci-Fi Novacon; ristampata in Science Fiction: The Best of the Year, 2006 Edition (2006, ISBN 978-0-8095-5649-6), a cura di Rich Horton; e in Science Fiction: The Very Best of 2005 (2006), a cura di Jonathan Strahan; e in Zima Blue and Other Stories
- Minla's Flowers, in The New Space Opera (2007, ISBN 978-0-06-084675-6), Gardner Dozois & Jonathan Strahan, curatori
- The Six Directions of Space, in Galactic Empires (settembre 2007)[12], Gardner Dozois, curatore
- L'ultimo cosmonauta (Troika: prima pubbl. in Godlike Machines, 2009), traduzione di Marco Crosa, Odissea Fantascienza, Delos Books 2012
- Proiettili lenti (Slow bullets, 2015), traduzione di Francesca Noto, Urania n. 1692 , Mondadori 2021, Premio Locus per il miglior romanzo breve 2016

### Racconti

#### TemaLa Rivelazione
- Dilation Sleep, in Interzone n.39 (settembre 1990); ristampato in Galactic North
- A Spy in Europa, in Interzone n.120, giugno 1997); ristampato in The Year's Best Science Fiction: Fifteenth Annual Collection (1998, ISBN 0-312-19033-6), Gardner Dozois, curatore; e in Galactic North; postato gratuitamente in rete da Infinity Plus
- Galactic North, in Interzone n.145, luglio 1999); ristampato in Space Soldiers (2001, ISBN 978-0-441-00824-7), Jack Dann and Gardner Dozois, curatori; e in The Year's Best Science Fiction: Seventeenth Annual Collection (2000, ISBN 0-312-26417-8), id.; e sulla rivista Hayakawa's SF; e in Galactic North
- Monkey Suit – Prima pubbl. in Death Ray n.20, luglio 2009); ristampato in Deep Navigation

#### Altri
- Nunivak Snowflakes, in Interzone n.36, giugno 1990; ristampato in Deep Navigation, edizione numerata
- Enola, in Interzone n.54, dicembre 1991); ristampato in Zima Blue and Other Stories
- Digital to Analogue, in In Dreams, 1992, a cura di Paul McAuley e Kim Newman; ristampato in Zima Blue and Other Stories, ediz. limitata
- Byrd Land Six, in Interzone n.96, giugno 1995; ristampato in The Ant Men of Tibet and Other Stories, 2001. ISBN 1-903468-02-7 a cura di David Pringle
- Spirey and the Queen, in Interzone n.108, giugno 1996; rist. in Future War. 1999, ISBN 0-441-00639-6, a cura di Gardner Dozois e Jack Dann; in Zima Blue and Other Stories; in The Space Opera Renaissance, 2006, a cura di David G. Hartwell & Kathryn Cramer; postato gratuitamente su Infinity Plus
- On the Oodnadatta, in Interzone n.128, febbraio 1998
- Stroboscopic, in Interzone n.134, agosto 1998; rist. in Dangerous Games, 2007, ISBN 978-0-441-01490-3, a cura di Gardner Dozois e Jack Dann
- Angels of Ashes, in Asimov's Science Fiction, luglio 1999; rist. in Zima Blue and Other Stories
- Viper, in Asimov's Science Fiction, dicembre 1999
- Merlin's Gun, in Asimov's Science Fiction, maggio 2000); rist. in Zima Blue and Other Stories; e in The Mammoth Book of Extreme Science Fiction (2006, ISBN 978-0-7867-1727-9), Mike Ashley, cur.
- Hideaway, in Interzone n.157, luglio 2000; rist. in Zima Blue and Other Stories
- Fresco, in the UNESCO Courier, maggio 2001
- The Big Hello, in traduzione tedesca in programma di convegno
- The Real Story, in Mars Probes, 2002, a cura di Peter Crowther; rist. in Zima Blue and Other Stories
- Everlasting, in Interzone n.193, primavera 2004
- Oltre lo squarcio di Aquila (Beyond the Aquila Rift, 2005), traduzione di Piero Anselmi, in L'altra faccia della realtà, Millemondi 48, Arnoldo Mondadori Editore, 2009
- Zima Blue, in Postscripts n.4, estate 2005; rist. in The Year's Best Science Fiction: Twenty-Third Annual Collection, 2006, ISBN 0-312-35334-0, a cura di Gardner Dozois; in Zima Blue and Other Stories
- Feeling Rejected, in Nature, 2005
- Tiger, Burning, in Forbidden Planets, 2006, ISBN 0-7564-0330-8, a cura di Peter Crowther; rist. in Year's Best SF 12, 2007, ISBN 978-0-06-125208-2, a cura di David G. Hartwell e Kathryn Cramer
- Signal to Noise, in Zima Blue and Other Stories, 2006; rist. in The Year's Best Science Fiction: Twenty-Fourth Annual Collection, 2006, ISBN 978-0-312-36335-2, a cura di Gardner Dozois
- The Sledge-Maker's Daughter, in Interzone n.209, aprile 2007; rist. in The Year's Best Science Fiction: Twenty-Fifth Annual Collection, 2006, ISBN 978-0-312-37860-8, a cura di Gardner Dozois
- The Star-Surgeon's Apprentice, in The Starry Rift, aprile 2008, a cura di Jonathan Strahan
- Fury, in Eclipse Two: New Science Fiction and Fantasy, novembre 2008).
- The Manastodon Broadcasts, in Aberrant Dreams I: The Awakening, dicembre 2008, a cura di Joe Dickerson, Ernest G. Saylor e Lonny Harper
- The Fixation, in finlandese, Hannun basaarissa in ediz. numerata di 200 copie come tributo a Hannu Blommila in Finlandia, 2007; rist. in The Solaris Book of New Science Fiction, Vol.3, febbraio 2009, a cura di George Mann
- The Receivers, in Other Earths, aprile 2009, a cura di Nick Gevers e Jay Lake